# Erinnüszök

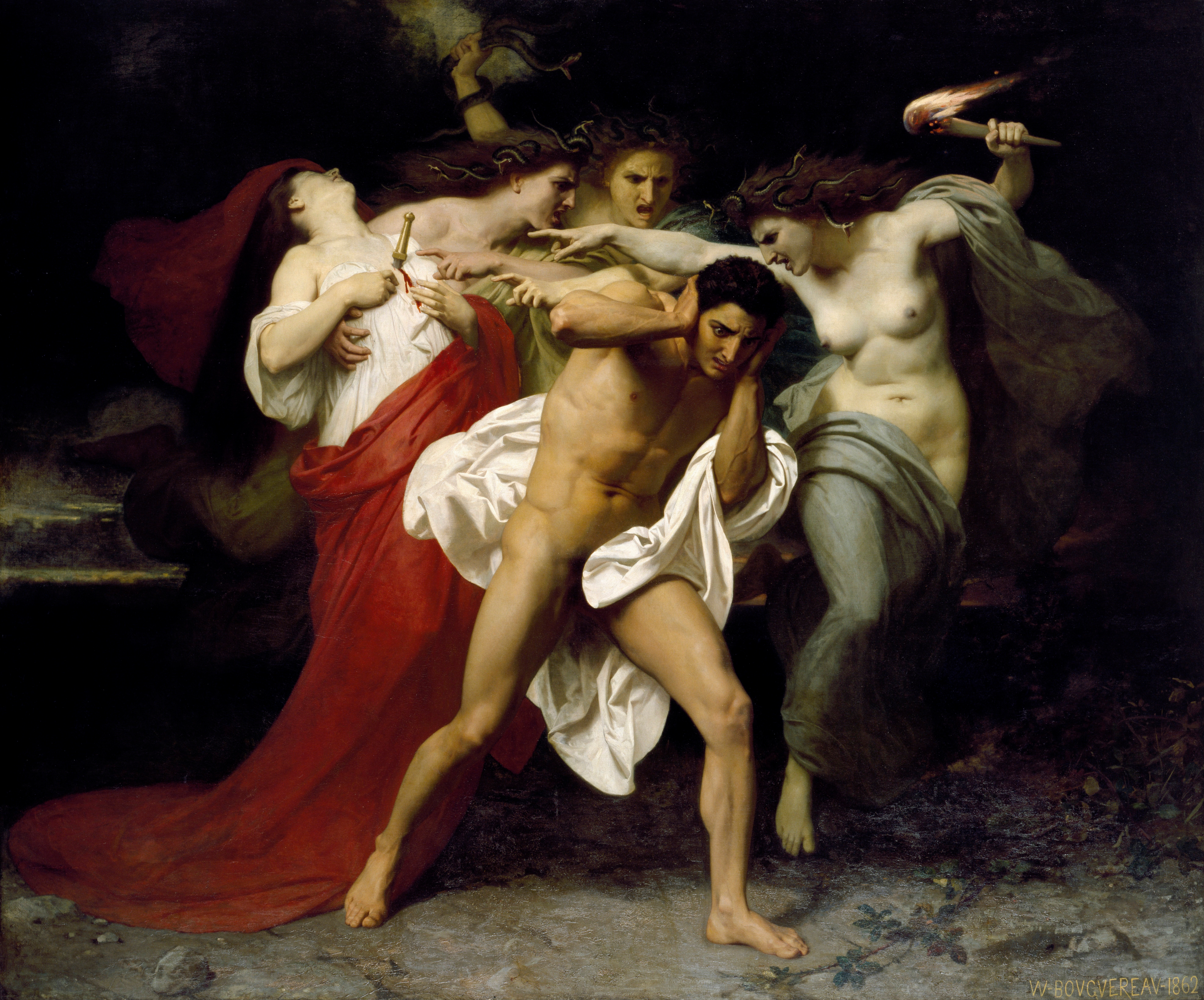
Oresztészt üldözik az Erinnüszök, William-Adolphe Bouguereau festménye

Az Erinnüszök a bosszúállás véres istennői a görög mitológiában. A legenda szerint amikor Kronosz megfosztotta apját, Uranoszt férfiasságától, az ég vére a földre hullott, és így az apagyilkosság véréből születtek meg az Erinnüszök. Így Gaia és Uranosz gyermekei. A három nőnek kígyók voltak hajuk helyén, kutyafejük, denevérszárnyuk volt és fekete testük. Az alvilágban lakó Aléktó, Tisziphoné és Megaira, azaz az Erinnüszök meghallgatták a halandók panaszait és a kirívó bűnösöket halálra üldözték, és rézszögekkel kivert korbácsaikkal kíméletlenül és kegyelmet nem ismerve őrjítették meg áldozataikat, akik általában a Tartaroszba jutottak. Az ókori világban annyira rettegtek tőlük, hogy már nevük puszta kiejtése is bajt hozhatott, így gyakran nevezték őket Eumeniszeknek, azaz Nyájasoknak. Születésükből fakadóan az Erinnüszök leginkább azokat üldözték, akik apagyilkosságot követtek el, vagy családjuk egy tagját ölték meg. 
Így került az üldözöttek közé Oresztész is, aki anyját ölte meg, és az Erinnüszök vadásztak rá. Azonban a mükénéi királyfi szenvedését sokan igazságtalannak tartották, így tárgyalásra hívták a véres kísérteteket Athénba. Athén az Erinnüszök legkedvesebb városa volt, ezért tartották itt a tárgyalást, ugyanis a város úgy tisztelte a három démont, mint Athén kegyes, segítő istennőit. 
Az Areiosz Pagosz előtt az Erinnüszök képviselték a vádat Oresztész ügyében. A tárgyalás végén, miután vitába keveredtek az Oresztész mellett felszólaló Pallasz Athénével és Apollónnal, belátták tévedésüket. Mindezek után lettek a törvényesség őrei, az Eumeniszek  (jóindulatúak). Innen ered a görög természetfilozófiában az a felfogás, hogy az Erinnüszök „az igazság érvényesítői”, mivel engedélyük nélkül „még a Nap sem lépi túl mértékét”.
Római megfelelőik a Fúriák voltak.